# リンデル・フレイター
リンデル・フレイター（Lindel Frater、1977年11月13日 ‐ ）は、ジャマイカ・トレローニー教区出身で短距離走が専門の元陸上競技選手。4×100mリレーの元ジャマイカ記録保持者。シニアの世界大会個人種目では準決勝進出が最高成績だが、4×100mリレーでは2000年シドニーオリンピックで4位の実績を持つ。弟は2008年北京オリンピックと2012年ロンドンオリンピックの男子4×100mリレーの金メダリストであり、同種目の世界記録保持者であるマイケル・フレイター。

## 経歴

### 1995年
4月、カリフタゲームズ（U20）の男子100mを10秒60で制すると、ジャマイカチームの2走を務めた男子4×100mリレーは40秒68をマークしての優勝に貢献し、2冠を達成した。
9月、パンアメリカンジュニア選手権の男子4×100mリレーでジャマイカチームの3走を務め、40秒23をマークしての優勝に貢献した。

### 1996年
4月、地元ジャマイカのキングストンで開催されたカリフタゲームズ（U20）の男子100mを10秒50（+0.4）で制し、2連覇を達成した。
8月、世界ジュニア選手権の男子100mでファイナリストになり、10秒52（+1.0）をマークして7位に入った。

### 1998年
5月、タールトン州立大学の選手として出場した全米学生（NCAA）2部選手権の男子100m決勝で10秒37（-1.2）をマークし、パトリック・ジャレットらを破り優勝した。

### 2000年
3月、テキサスクリスチャン大学の選手として出場した全米学生室内選手権の男子60m決勝で6秒63をマークし、テレンス・トランメル（6秒54）、キム・コリンズ（6秒61）についで3位に入った。
5月、全米学生選手権の男子100m準決勝を自己ベストとなる10秒07（+0.4）で突破するも、決勝は10秒20（+1.2）とタイムを落とし、バーナード・ウィリアムズ（10秒03）、コビー・ミラー（10秒14）、Kaaron Conwright（10秒19）に次ぐ4位に終わった。
9月、シドニーオリンピックでシニアの世界大会デビューを果たすと、男子100mの1次予選は10秒45（-0.7）の組2着で突破。2次予選はタイムで拾われる形ながら10秒23（+0.8）で突破し、初出場ながらセミファイナリストになったが、準決勝は10秒46（+0.4）と今大会で一番悪いタイムをマークして組8着に終わった。男子4×100mリレーでは予選でジャマイカチームの3走を務め、タイムで拾われる形ながら38秒97で突破すると、1走（フレイター、ドワイト・トーマス、クリストファー・ウィリアムズ、Llewelyn Bredwood）を務めた準決勝では38秒27のジャマイカ記録（当時）を樹立し、全体3位タイで突破。迎えた決勝でも1走（準決勝と同じオーダー）を務め、準決勝に続いてジャマイカ記録（当時）となる38秒20をマークするも4位に終わり、3位のキューバには0秒16及ばずメダルを逃した。

### 2001年
ジャマイカ選手権の男子100mを制した。
8月、エドモントン世界選手権に初出場を果たすも、男子100mの1次予選で10秒57（-0.3）の組4着に終わった。

### 2003年
3月、バーミンガム世界室内選手権の男子60mでセミファイナリストになるも、6秒69の組4着（全体16位）で敗退した。

## 自己ベスト
記録欄の（　）内の数字は風速（m/s）で、+は追い風、-は向かい風を意味する。
| 種目    | 記録           | 年月日        | 場所                 | 備考             |
| 屋外    | 屋外           | 屋外          | 屋外                 | 屋外             |
| ------- | -------------- | ------------- | -------------------- | ---------------- |
| 100m    | 10秒07 (+0.4)  | 2000年6月2日  | ダーラム             |                  |
| 200m    | 20秒58 (-1.5)  | 1998年5月23日 | エドワーズビル       |                  |
| 200m    | 20秒57w (+3.6) | 2003年5月3日  | 静岡                 | 追い風参考記録   |
| 4x100mR | 38秒20 (1走)   | 2000年9月30日 | シドニー             | 元ジャマイカ記録 |
| 室内    |                |               |                      |                  |
| 50m     | 5秒89          | 2004年1月24日 | ザイドブルク         |                  |
| 55m     | 6秒24          | 2001年2月24日 | リノ                 |                  |
| 60m     | 6秒61          | 1999年2月12日 | コロラドスプリングス |                  |
| 100m    | 10秒47         | 2004年2月14日 | タンペレ             |                  |
| 200m    | 21秒30         | 2000年2月11日 | フェイエットビル     |                  |

## 主要大会成績
備考欄の記録は当時のもの
| 年   | 大会                               | 場所           | 種目    | 結果    | 記録          | 備考           |
| ---- | ---------------------------------- | -------------- | ------- | ------- | ------------- | -------------- |
| 1995 | カリフタゲームズ (U20) (en)        | ジョージタウン | 100m    | 優勝    | 10秒60        |                |
| 1995 | カリフタゲームズ (U20) (en)        | ジョージタウン | 4x100mR | 優勝    | 40秒68 (2走)  |                |
| 1995 | パンアメリカン ジュニア選手権 (en) | サンティアゴ   | 100m    | 5位     | 10秒7 (+1.0)  |                |
| 1995 | パンアメリカン ジュニア選手権 (en) | サンティアゴ   | 4x100mR | 優勝    | 40秒23 (3走)  |                |
| 1996 | カリフタゲームズ (U20) (en)        | キングストン   | 100m    | 優勝    | 10秒50 (+0.4) |                |
| 1996 | 世界ジュニア選手権                 | シドニー       | 100m    | 7位     | 10秒52 (+1.0) |                |
| 1996 | 世界ジュニア選手権                 | シドニー       | 4x100mR | 予選    | 40秒46 (3走)  |                |
| 2000 | オリンピック                       | シドニー       | 100m    | 準決勝  | 10秒46 (+0.4) |                |
| 2000 | オリンピック                       | シドニー       | 4x100mR | 4位     | 38秒20 (1走)  | ジャマイカ記録 |
| 2001 | 世界選手権                         | エドモントン   | 100m    | 1次予選 | 10秒57 (-0.3) |                |
| 2003 | 世界室内選手権                     | バーミンガム   | 60m     | 準決勝  | 6秒69         |                |